# وزغ آمریکایی
وزغ آمریکایی (نام علمی: Anaxyrus americanus) نام یک گونه از تیره وزغ‌های راستین است.

## نگارخانه

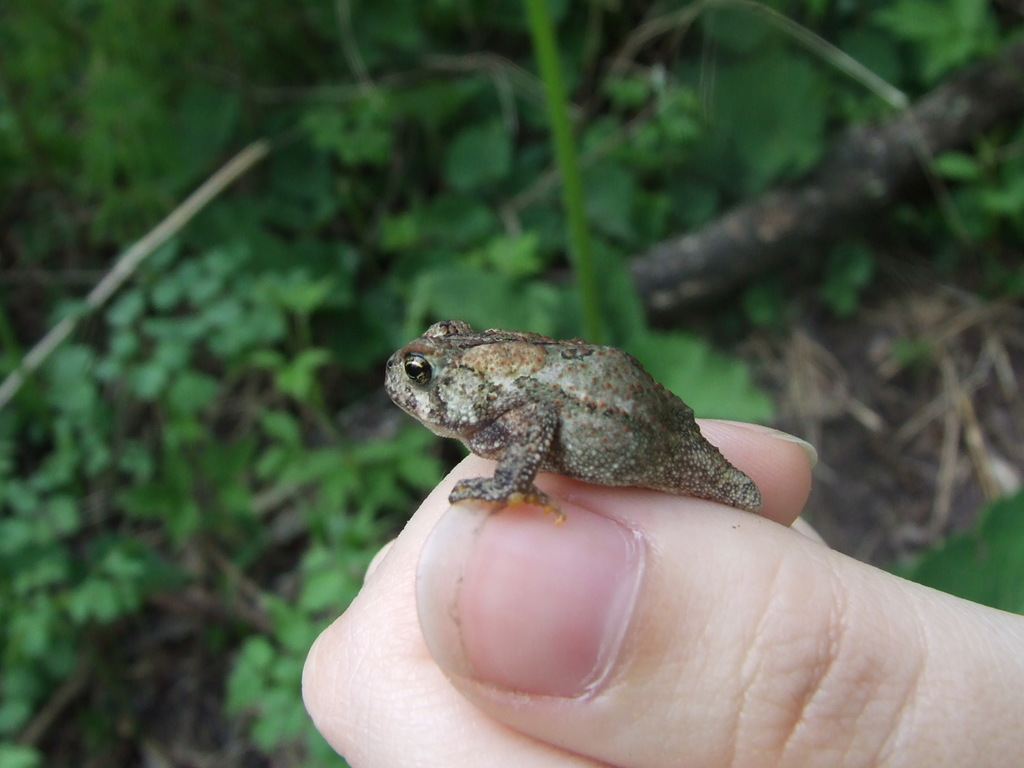
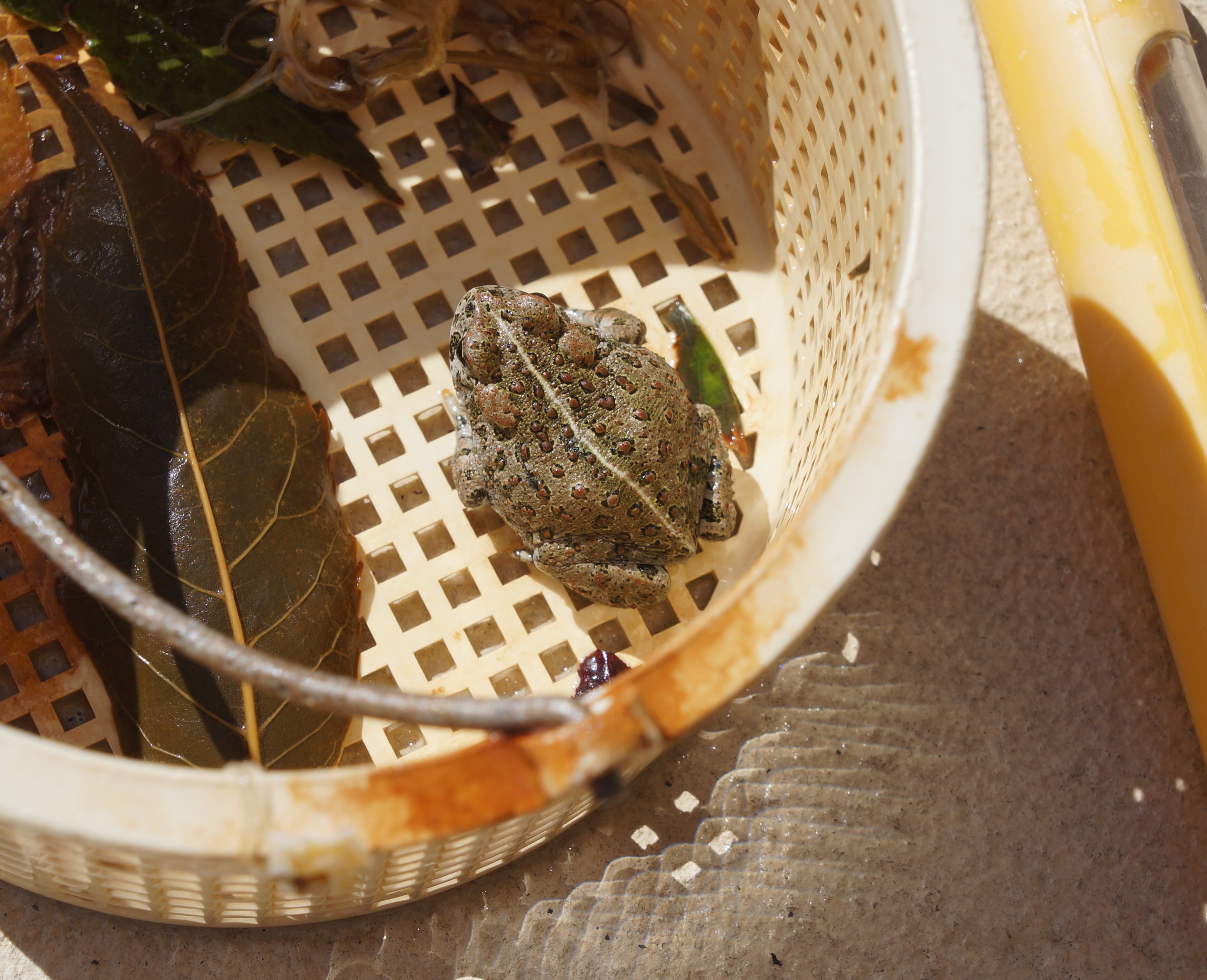
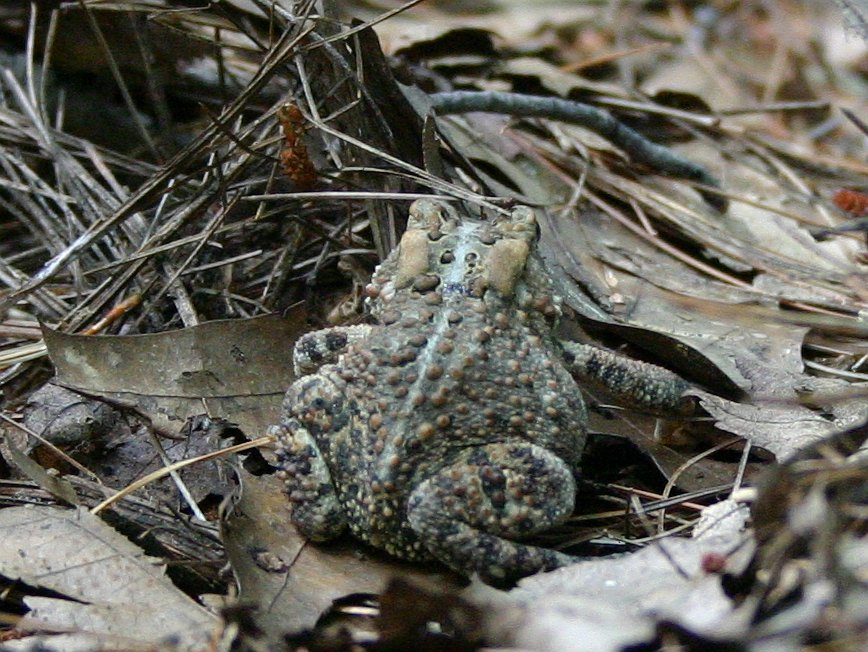
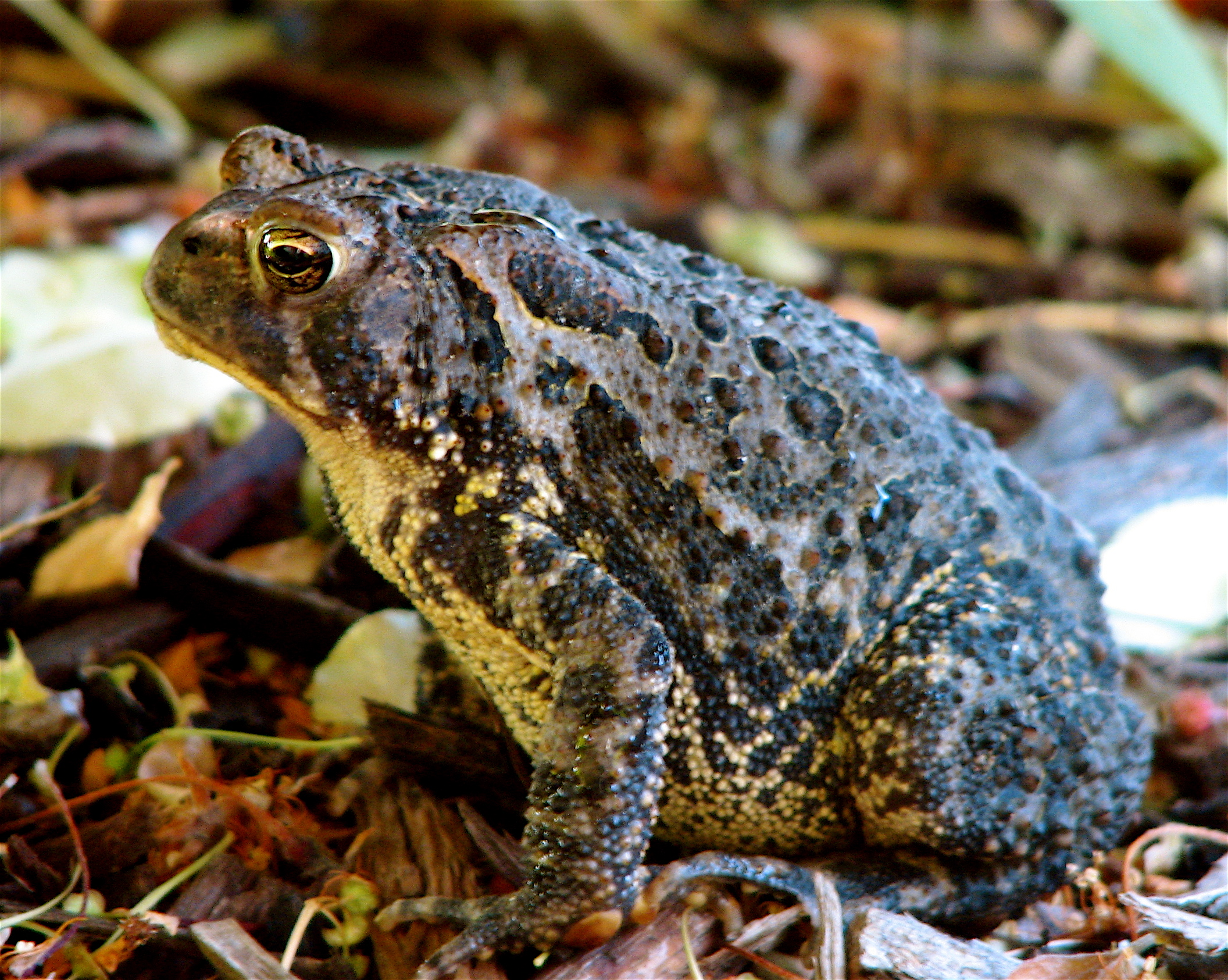
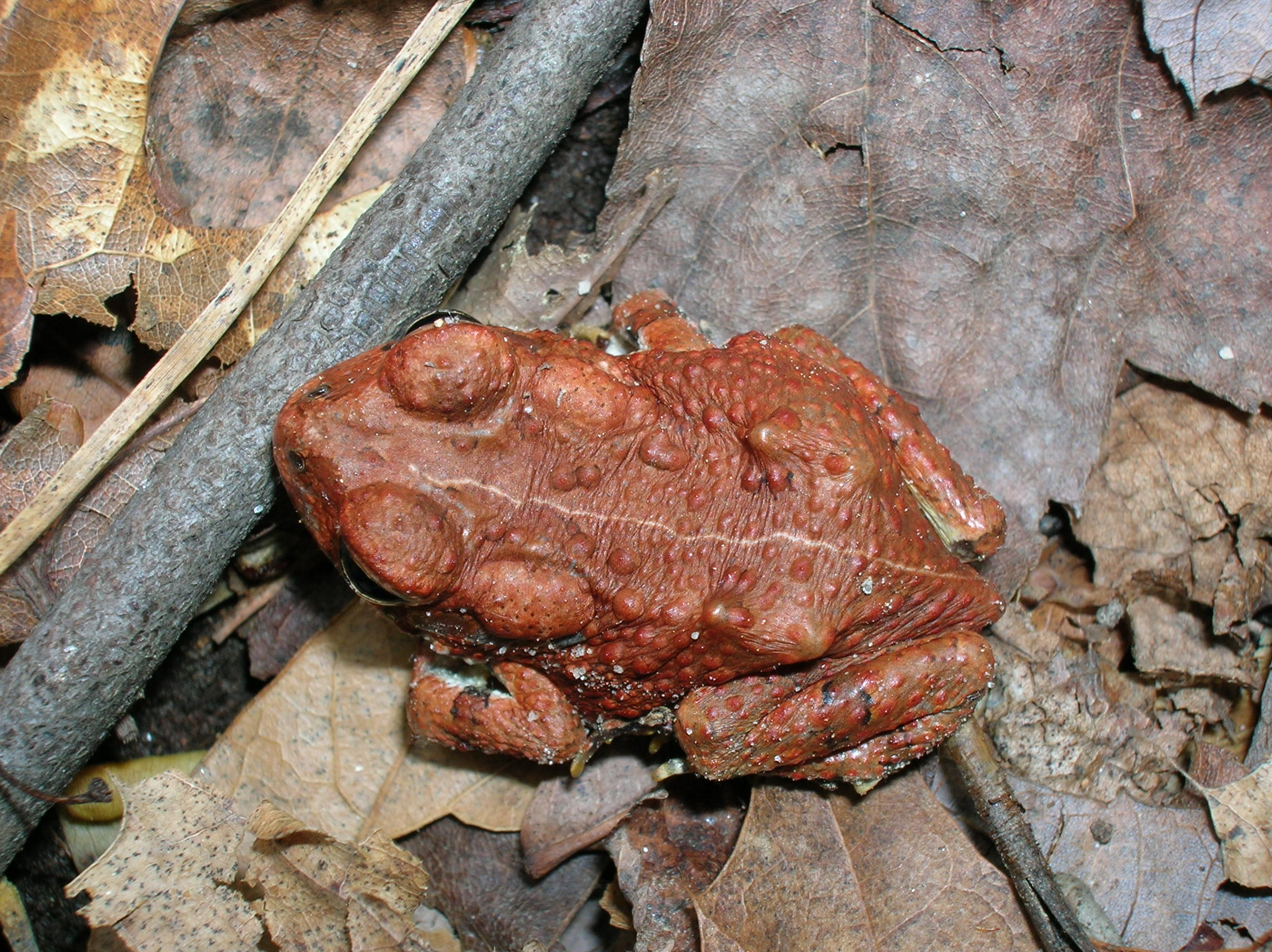
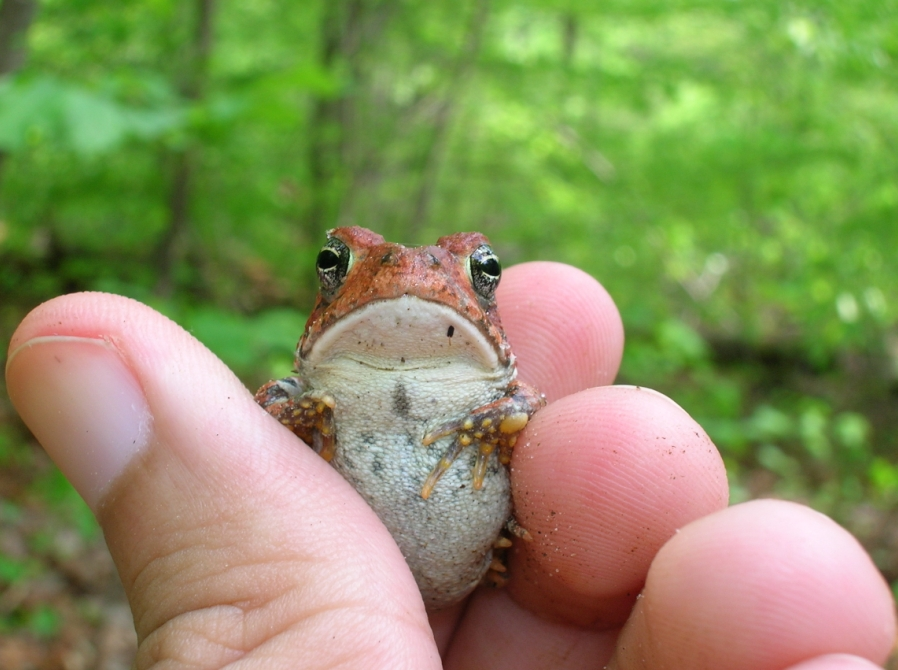
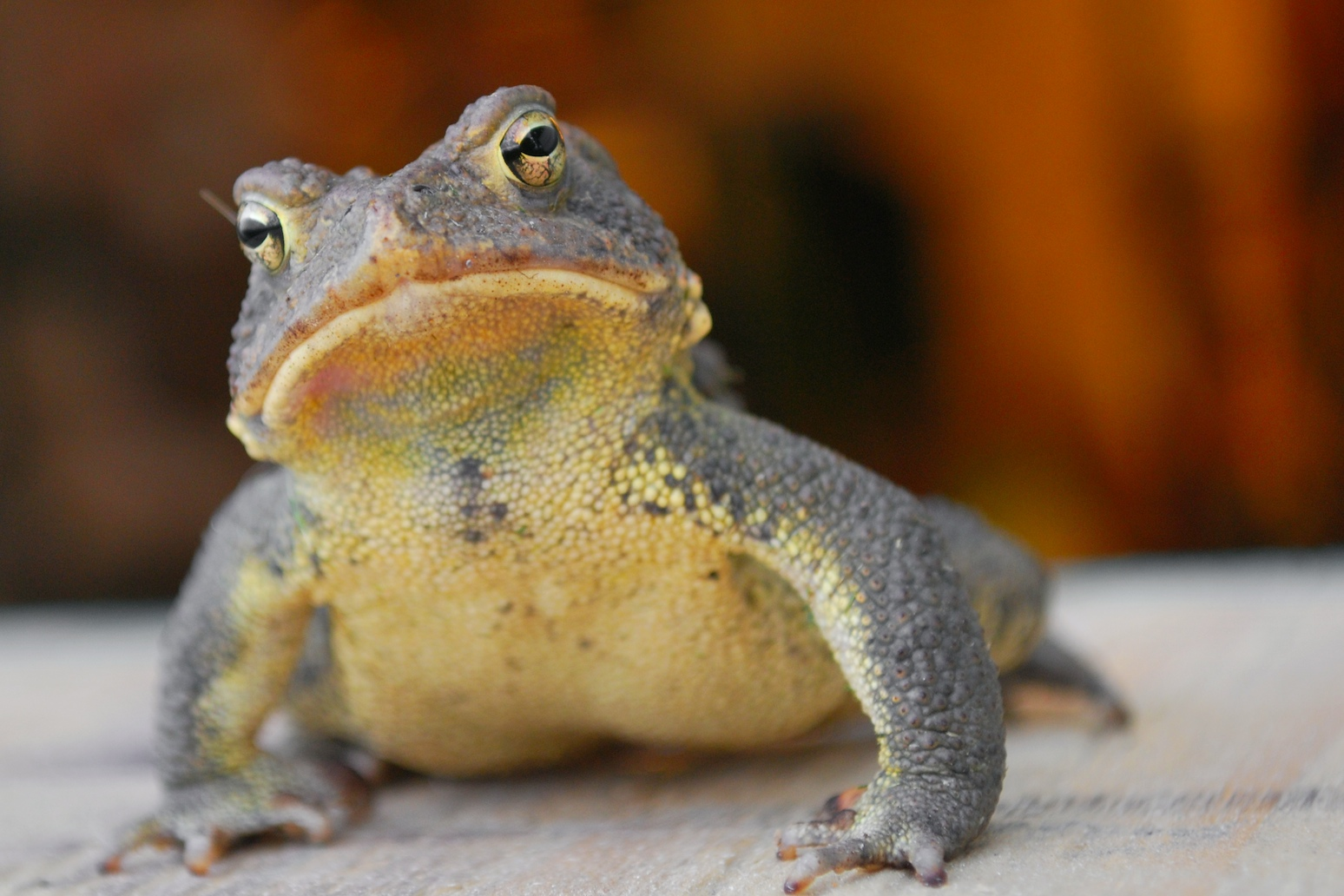
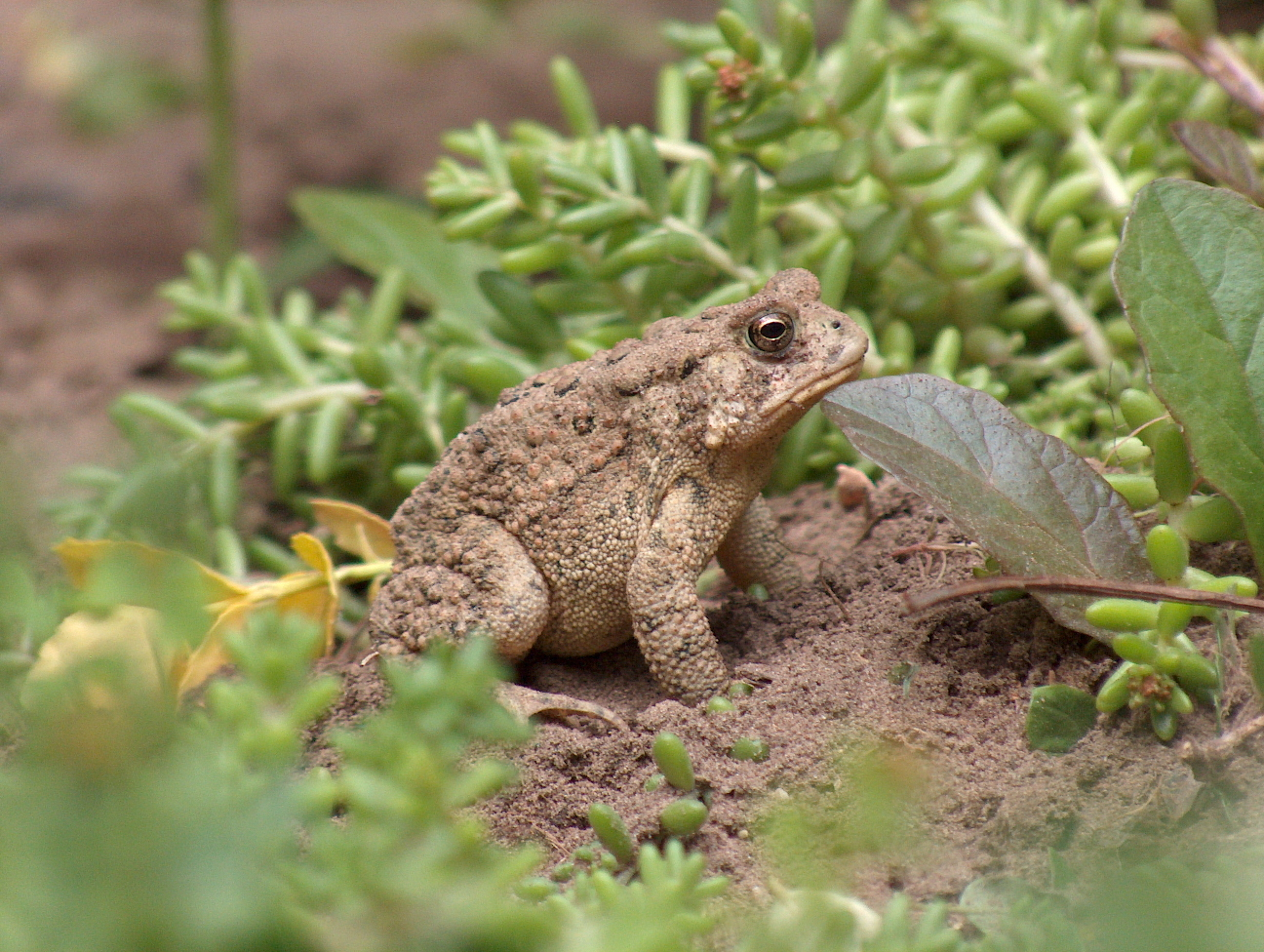
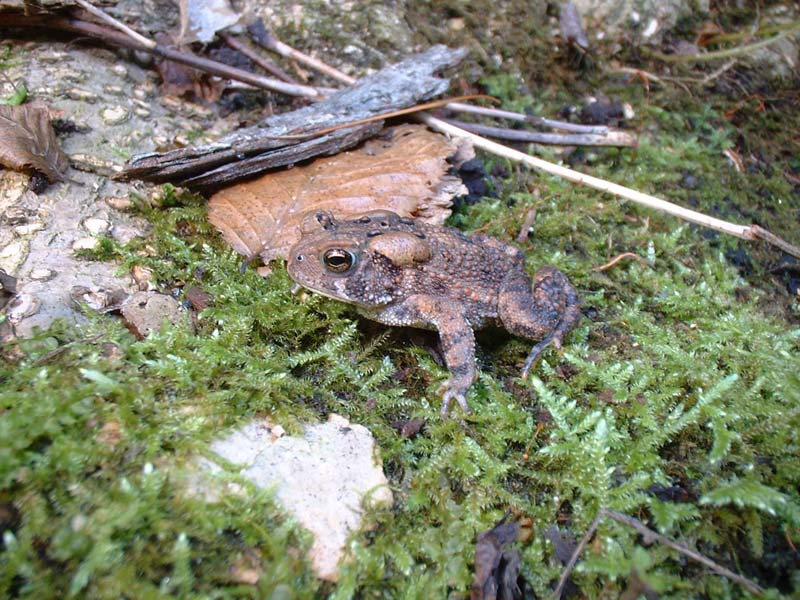
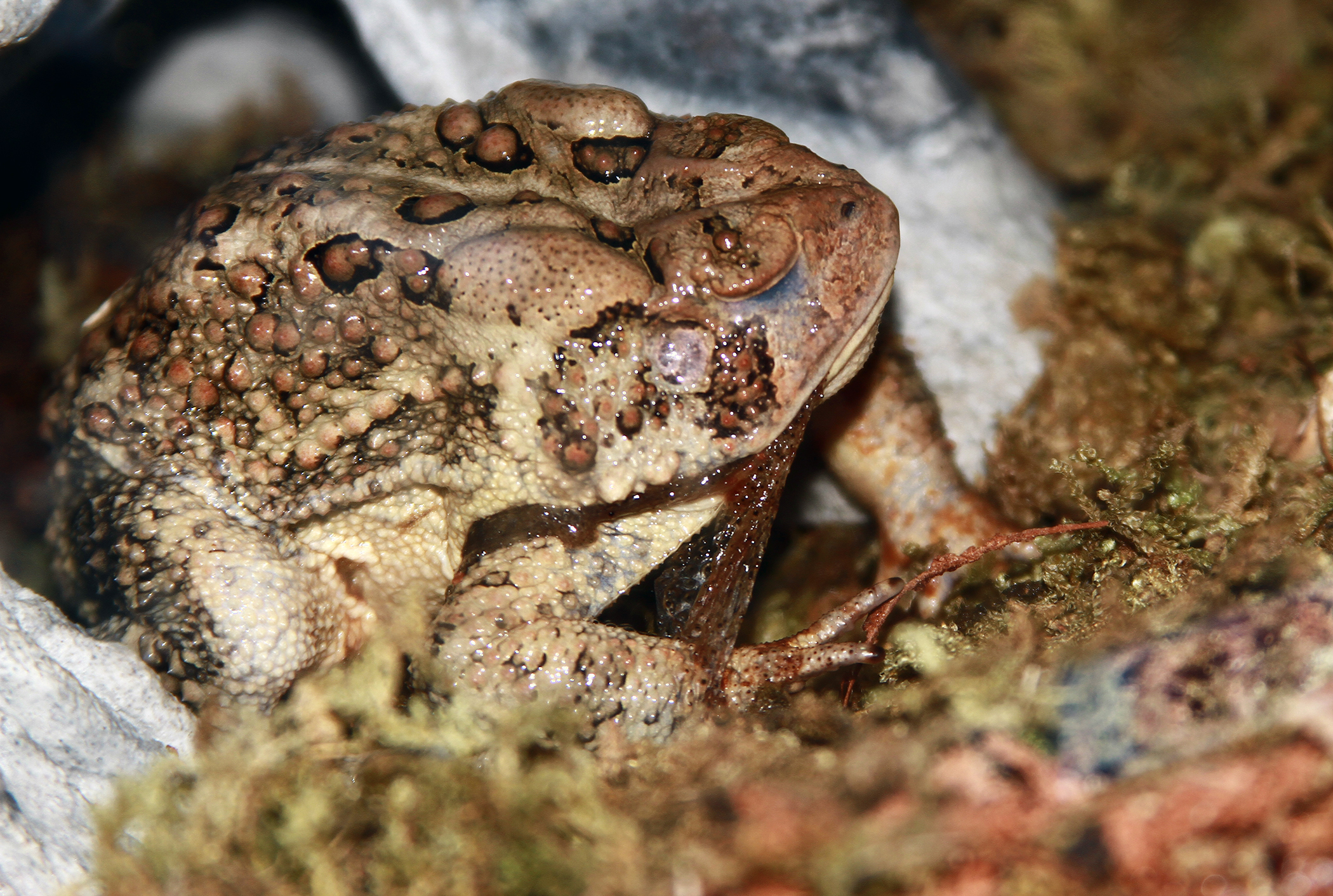
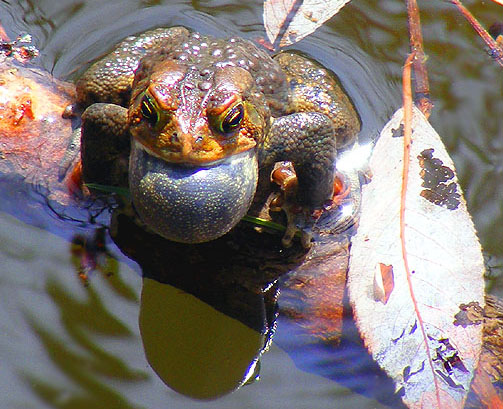
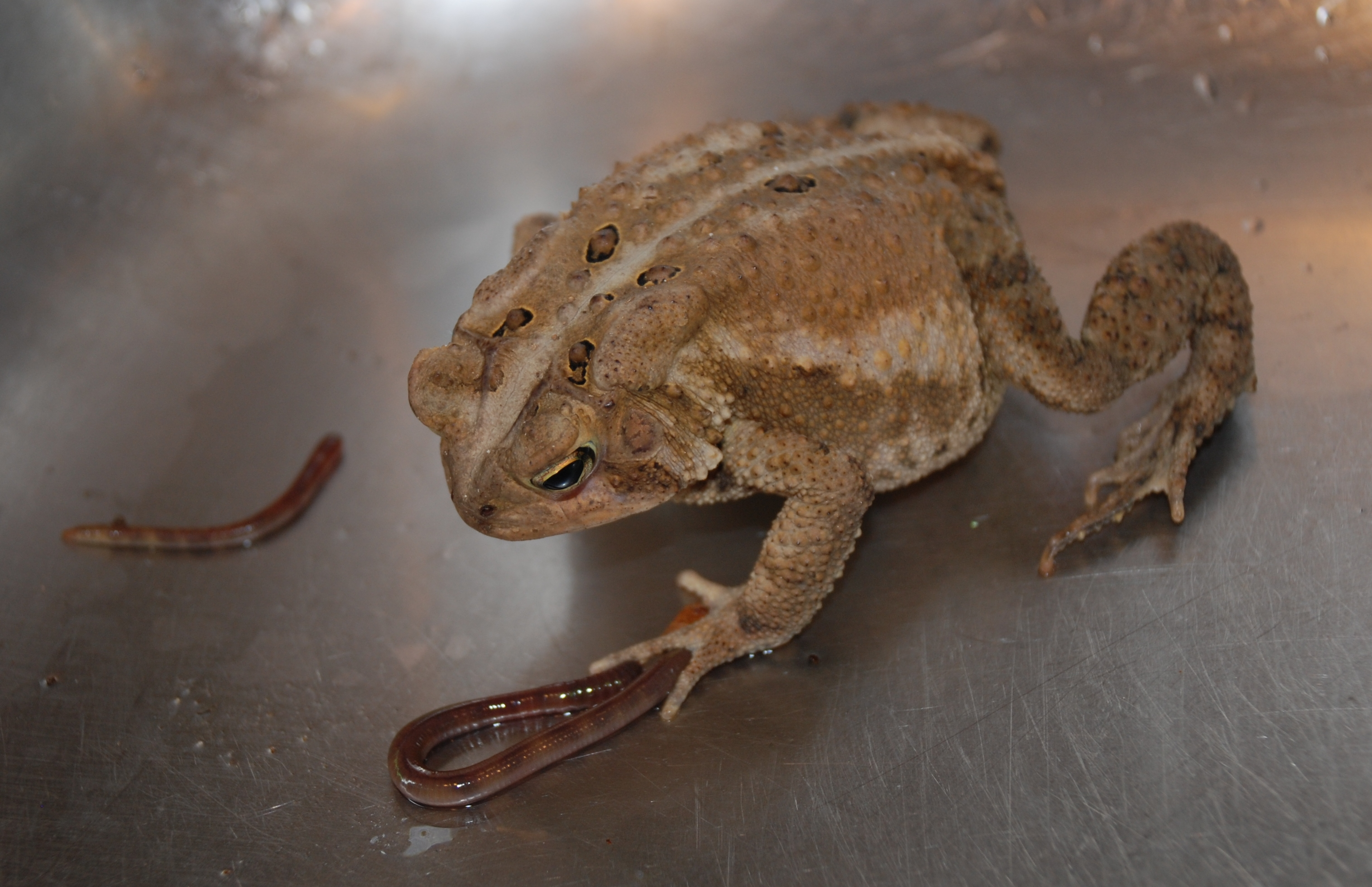